# Petersburg (Dakota del Norte)
Petersburg es una ciudad ubicada en el condado de Nelson en el estado estadounidense de Dakota del Norte. En el censo de 2010 tenía una población de 192 habitantes y una densidad poblacional de 71,01 personas por km².

## Geografía
Petersburg se encuentra ubicada en las coordenadas 48°1′3″N 98°0′2″O / 48.01750, -98.00056. Según la Oficina del Censo de los Estados Unidos, Petersburg tiene una superficie total de 2.7 km², de la cual 2.68 km² corresponden a tierra firme y (0.96%) 0.03 km² es agua.

## Demografía
Según el censo de 2010, había 192 personas residiendo en Petersburg. La densidad de población era de 71,01 hab./km². De los 192 habitantes, Petersburg estaba compuesto por el 97.4% blancos, el 0.52% eran afroamericanos, el 1.04% eran amerindios, el 0.52% eran asiáticos, el 0% eran isleños del Pacífico, el 0% eran de otras razas y el 0.52% pertenecían a dos o más razas. Del total de la población el 2.6% eran hispanos o latinos de cualquier raza.